# Nagacorp FC
Nagacorp FC is een voetbalclub uit Phnom Penh, Cambodja. Het speelt in de Cambodjaanse voetbalcompetitie. De club werkt zijn wedstrijden af in het Phnom Penh National Olympic Stadium.

## Prijzenkast
- Cambodjaanse voetbalcompetitie
  - 2007, 2009, 2018.

## Prestaties in deAFC President's Cup
- 2008: Groepsfase
- 2010: Groepsfase